# Manneken Pis (televisieprogramma)
Manneken Pis is een Vlaamse documentaire- en realityreeks uit 2014 geproduceerd door De chinezen waarin een reporter, Arnout Hauben, in het Brussels Hoofdstedelijk Gewest een aantal (350) van de drie miljoen toeristen die jaarlijks bekende locaties in Brussel bezoeken vraagt wie ze zijn, waar ze vandaan komen en wat zij graag in hun land aan hem zouden tonen. Vervolgens wordt hier een selectie uit genomen en vertrekken in elke aflevering twee of drie reporters naar die locatie voor een sfeerbeeld. De reporters die mekaar afwisselen zijn Dieter Coppens, Linde Merckpoel, Elke Neuville en Maaike Neuville.  De toerist die als gastheer- of vrouw optreedt, krijgt van de reporter op het einde van het bezoek een replica van Manneken Pis als geschenk voor hun gastvrijheid.
Arnout Hauben, gekend van zijn programma's, de Weg naar Compostela (een item uit Man bijt hond) en Ten oorlog, doorkruist Brussel met een Airstream, een aluminium motorhome, en inviteert toeristen voor een gesprekje in zijn verplaatsbare studio. Bij de eerste aflevering stond hij vlak bij Manneken Pis, andere afleveringen posteert hij de Airstream aan het Atomium, het Jubelpark, de Beurs, het Centraal Station of de Kunstberg.
| Afl. | Uitzenddatum     | Reporter        | Locatie |
| ---- | ---------------- | --------------- | --- |
| 1    | 28 januari 2014  | Dieter Coppens  | Een Italiaanse jonge kloosterzuster, Anna, ooit nog een danseres met een wild nachtleven, toont haar klooster en haar danszaal, en een optreden van een dansgroep. |
| 1    | 28 januari 2014  | Maaike Neuville | Een Georgisch meisje, Tatia, toont de boerderij van haar grootvader buiten de stad op het platteland en de druivenoogstfeesten die daar gevierd worden. |
| 2    | 4 februari 2014  | Maaike Neuville | Liliana, een Mexicaanse vrouw met haar drie dochters en haar nieuwe man laat Maaike mee de Día de los Muertos vieren. |
| 2    | 4 februari 2014  | Linde Merckpoel | De Franse Pascale en Alain laten Linde genieten van het goede leven, de zee, het strand en een boottocht op het bassin d'Arcachon. |
| 2    | 4 februari 2014  | Dieter Coppens  | De Griekse Constantinos, die na tien maanden werken in Brussel naar zijn familie in Kreta terugkeert, toont Dieter de gevolgen van de crisis in zijn dorp, maar ook de gastvrijheid van zijn gezin en vrienden, overspoeld met veel raki. |
| 3    | 11 februari 2014 | Dieter Coppens  | Een Zweeds performersduo en koppel Barbro en Ola die ooit in Brussel nog met Jacques Brel optraden willen hun circusschool in Ludvika in Zweden laten zien. |
| 3    | 11 februari 2014 | Elke Neuville   | De Oegandese Nagudi Aisha is directrice en schooljuf van een school in Mbale die ze wil laten zien en toont intussen ook dat ze mee doet aan de Miss Tourism Uganda-verkiezingen. Met de opbrengsten van zo'n wedstrijd financiert ze mee haar school. |
| 4    | 18 februari 2014 | Elke Neuville   | De Franse Agnes is actief in het wereldje van reënscenering en speelt samen met Elke gedurende een heel weekend een middeleeuwse veldslag na. |
| 4    | 18 februari 2014 | Linde Merckpoel | In Zeeland leeft Mark met en voor zijn BMX-fiets die de basis is van de meeste stunts die hij als stuntman uitvoert. Alleen voor zijn driejarig zoontje Luuk maakt hij ook uitdrukkelijk tijd. |
| 4    | 18 februari 2014 | Dieter Coppens  | Dieter vertoeft op een Bosnische boerderij waar de Braziliaanse Walter al jaren is blijven hangen en een vervangende thuissituatie aanbiedt aan een tiental Bosnische probleemjongeren. |
| 5    | 25 februari 2014 | Linde Merckpoel | Linde belandt in Bangkok in Thailand bij boeddhistische monniken waar ze samen met de andere nonnen slaapt, bidt en werkt in een tempel. |
| 5    | 25 februari 2014 | Elke Neuville   | Elke wordt uitgenodigd naar de Verenigde Staten, meer bepaald naar Yellow Springs in Ohio door de dochter van een hippie die ooit nog mee als drummer van Country Joe and the Fish op het podium van het Woodstockfestival stond. Ze wordt opgenomen in het gezin, herdenkt mee de overleden grootmoeder en danst op muziek van het groepje van de drummende vader. |
| 6    | 4 maart 2014     | Dieter Coppens  | Dieter wordt uitgenodigd bij Dmitry Spirin, zanger van de Russische punkrockband Tarakany! en zijn jongere echtgenote Tatiana Nazarova op hun kleine appartement in Moskou, en gaat ook een dag mee met de stoere rocker met het kleine hartje met de tourbus naar een van de optredens van de band.                                                                |
| 6    | 4 maart 2014     | Maaike Neuville | Maaike wordt ontvangen door een warhoofdige docente schilderkunst in Philadelphia. Twee dagen later is ze ook aanwezig op de boekvoorstelling waar deze laatste haar autobiografie voorstelt in een pub. |
| 7    | 11 maart 2014    | Dieter Coppens  | Dieter wordt uitgenodigd bij een ski-instructeur in Zwitserland, die personen met een handicap begeleidt voor een skitocht op de sneeuwpistes. |
| 7    | 11 maart 2014    | Maaike Neuville | Maaike geniet van de weidse landschappen van IJsland, uitgenodigd door een advocaat die een sabbaticaljaar geniet op zijn paardenfokkerij. Ze apprecieert de stilte en overwint haar angst voor paarden. |
| 7    | 11 maart 2014    | Elke Neuville   | Elke wordt ontvangen door een meisje dat in de Chinese stad Hangzhou woont. Die neemt haar mee naar haar familie die op het platteland woont voor het vieren van het Chinees nieuwjaar. |
| 8    | 18 maart 2014    | Linde Merckpoel | Linde bezoekt musicerende Zuid-Afrikaanse meisjes die in de Townships rond Bloemfontein wonen, dansen en muziek oefenen. |
| 8    | 18 maart 2014    | Maaike Neuville | Maaike maakt de zonnewende mee bij Colum in Ierland. |
| 8    | 18 maart 2014    | Elke Neuville   | Elke wordt uitgenodigd bij Ingrid en Thomas die in hun woning in Berlijn een grote kunstcollectie hebben met werk van onder andere Jan Fabre, Arne Quinze en Wim Delvoye. |